# 石壁水塘

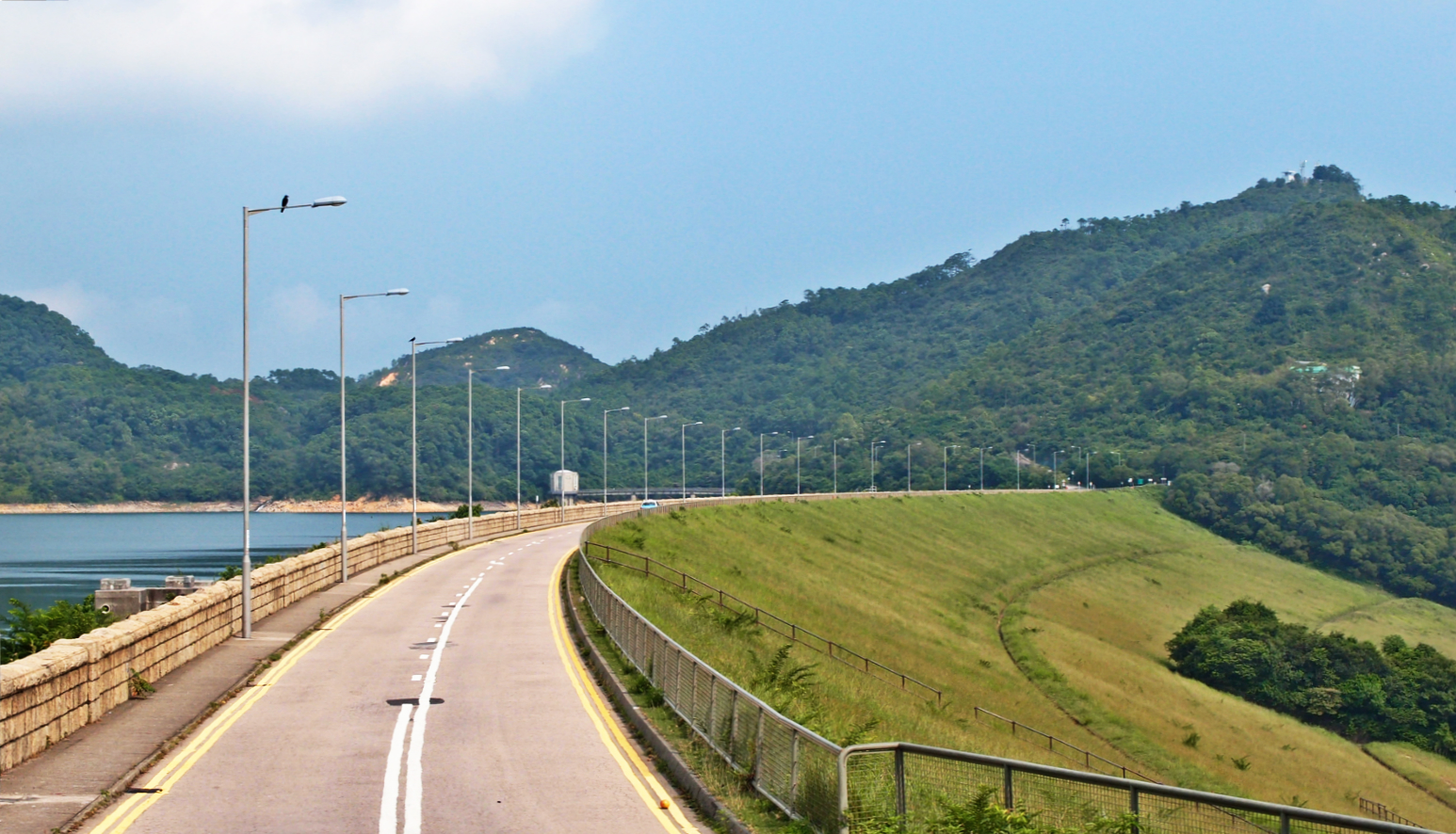
石壁水壩上的斜草坪

石壁水塘位於香港大嶼山的南大嶼郊野公園內，鄰近石壁，是香港儲水量第三大的水塘，僅次於萬宜水庫和船灣淡水湖。水塘的主壩上有一條道路連接大澳、梅窩及東涌，而石壁監獄則處於水壩之下。

## 歷史
石壁水塘的原址為石碧鄉，該地有四條村莊，它們分別為：石壁大村、墳背村、崗貝村、坑仔村。1950年代，由於香港食水短缺，香港政府決定於石壁鄉興建水塘以解決問題，並將大部份居民搬遷至荃灣新建的石碧新村。水塘於1957年開始動工興建，並於1963年完成，由香港寶嘉建築（時稱法國浚海工程）承建，是香港當時最大的水塘。另外，當局亦興建了一條連接水塘和香港島的輸水管道。該輸水管道從水塘開始，中間途經周公島，最後連接至香港島摩星嶺沙灣。

## 外部連結
- 水務署 - 石壁水塘